# エア・ブラウン
エア・ブラウン株式会社（英: AR BROWN Co., Ltd.）は、東京都中央区銀座に本社を置く専門商社である。
主に、電子材料・化学品・医薬品原料・試験計測機器・理化学機材を取り扱う。
現社名は、イギリスの航海士、技術者であるアルバート・リチャード・ブラウン（Albert Richard Brown、キャプテン・ブラウン）に由来する。

## 概要
1949年に英国法人エ・ア・ブラウン・マックファレン社のリチャード・ブラウンが来日し、同社の東京支店を開設したのが創業である。 エ・ア・ブラウン・マックファレン社は明治のお雇い外人で、明治政府の要請により明治丸の造船責任者として活躍し日本の海運業の発展に貢献したキャプテン・ブラウンが1890年にイギリスのグラスゴーに設立したものである。
東京支店はリチャード・ブラウンの日本の戦後復興に先端技術で貢献したいとの経営方針で、1952年にシリコーン樹脂を初めて日本に輸入し、1953年にはイギリスからはラジオアイソトープを輸入した。その後も、東洋一の反射天体望遠鏡を東京大学に英国PAY社製テレビを葉山御用邸に納入した。1959年にはアメリカのミルスペックに準拠する振動試験機と衝撃試験機を導入し日本製品の信頼性を高めることに貢献した。
1970年には英国商社の支店という枠を超えて日本法人として生まれ変わるために、ボクスイ株式会社の出資を得てボクスイ・ブラウン株式会社となった。その時代の技術進化に合わせてファインケミカルや理化学製品の取り扱いを拡大した。
1988年には独立し1995年にエア・ブラウン株式会社と社名を変更した。
バブル崩壊後の厳しい経済環境下からリーマンショックや東日本大震災を乗り越え、医薬品原料・ナノテク素材・畜産関連試験キット・面圧センサーや自動運転支援システムなどの新商品を導入し、技術の先端を担う商社活動を推進してきた。 現在はアジア地域へ活動を拡大し、2011年に上海、2014年にバンコク、2018年にはインドグルガオン、2019年にはソウルに海外法人を設立した。
ブラウングループとしてそれぞれの地域に適したソリューションを提供し、更にその市場がもつユニークな素材を世界に提供する活動を推進している。

## 事業所
- 東京本社：東京都中央区銀座8-13-1 銀座三井ビルディング 2F
- 大阪支店：大阪府大阪市北区大深町3-1 グランフロント大阪 タワーB 16F
- 名古屋支店：愛知県名古屋市中区栄2-3-6 NBF名古屋広小路ビル4F
- 科学技術研究所：東京都大田区南六郷一丁目8番2号

## 関連会社
- 上海布朗商行有限公司
- AR BROWN (THAILAND) Co., Ltd.
- ARBROWN India Trading Private Limited
- AR BROWN KOREA Co., Ltd.

## 沿革
- 1889年 - A.R.Brown,McFarlane 英国グラスゴーに設立
- 1949年 - A.R.Brown,McFarlane 東京支店開設
- 1950年 - 米国ダウコーニング社シリコーン樹脂の日本総代理店となる
- 1951年 - 英国原子力公社ラジオケミカルセンターの放射線物質の日本総代理店になる
- 1959年 - 電磁・油圧式振動試験機械の輸入を開始
- 1966年 - 米国アブコ社の代理店になり環境試験装置分野に参入
- 1969年 - チェイス・コーポレーション社の日本総代理店となる
- 1970年 - ボクスイ・ブラウン株式会社設立
- 1972年 - 原子力船「むつ」への中性子線源の納入
- 1973年 - 米国ウィートン・インダストリーズの日本総代理店となり、理化学機材・バイオテクノロジー分野に参入
- 1974年 - チェコスロバキアに当社代理店を設け、輸出業務を開始
- 1975年
  - ダウ・ケミカル日本株式会社/旭ダウ株式会社と国内代理店契約
  - ノルウェー・ボレガード社との日本総代理店契約
- 1981年
  - ラジオ・アイソトープの分離・営業譲渡
  - 新会社アマシャム・ジャパン株式会社資本参加
- 1982年 - アリゾナケミカルの代理店となり特殊化学、ファインケミカル分野に参入
- 1983年 - CI導入 コーポレートステートメントをTHINK QUALITYと定め、マーク、ロゴタイプを新たにデザイン
- 1985年 - ニューヨーク駐在員事務所をエンパイア・ステイトビルに開設（1997年〈平成9年〉閉鎖）
- 1988年
  - ボクスイ株式会社より当社株式の譲渡を受け、独立
  - 名古屋営業所開設
- 1989年
  - 創業40周年記念行事実施
  - 資本金を5千万円に増資
  - 大阪営業所を大阪支店に昇格
  - ランスモント社、アイ・エス・テイ社の日本総代理店となる
  - ブラウン社員持株会発足
- 1990年 - BBK-GURNEY英国ブライトンに設立、同時に英国駐在員事務所を開設（2010年〈平成22年〉閉鎖）
- 1992年 - 技術センター開設
- 1995年
  - エア・ブラウン株式会社に社名変更
  - 技術センターをブラウンテクノサービス有限会社に改組
- 1997年 - バイオトレース社の日本総代理店となり、食品衛生管理分野に参入する
- 1999年 - インシツ社の日本総代理店となり、環境関連分野に参入する
- 2000年 - 創業50周記念年行事実施
- 2006年 - KES（環境マネジメントシステム）ステップ2取得
- 2008年 - 名古屋営業所を名古屋支店に昇格
- 2010年
  - 創業60周年記念行事実施
  - 大阪支店を現住所に移転
  - 名古屋支店を現住所に移転
- 2011年 - 中国に上海布朗商行有限公司設立
- 2014年
  - バンコクにAR BROWN (THAILAND) Co.,Ltd.設立
  - ブラウンテクノサービス有限会社をブラウンテクノロジーズ株式会社に改組
- 2017年 - 本社を現住所に移転
- 2018年 - インドのグルガオンにARBROWN India Trading Pvt.,Ltd.設立
- 2019年 - 韓国にAR BROWN KOREA Co., Ltd. 設立
- 2020年
  - 資本金を7千万円に増資
  - 科学技術研究所設立